# Kras Stadion
Kras Stadion – wielofunkcyjny stadion w mieście Volendam w Holandii. Najczęściej używany jest jako stadion piłkarski, a swoje mecze rozgrywa na nim drużyna FC Volendam. Stadion może pomieścić 8 500 widzów, a swoją nazwę zawdzięcza prezesowi klubu. Obiekt został wybudowany w 1975 roku.